# ヤン・マサイス
ヤン・マサイス（英: Jan Matsys / 蘭: Jan Massijs、1510年頃 – 1575年10月8日）は、歴史画、風俗画、風景画で知られる南ネーデルラントのルネサンスの画家。また、マサイスはフォンテーヌブロー派のような官能的な女性の裸体画で評価を得た。

## 略歴
アントウェルペンで画家、クエンティン・マサイスの息子に生まれた。弟のコルネリス・マサイス（Cornelis Massijs: 1508-0 c.1556）も画家、版画家になった。父親から絵を学んで、父親の亡くなった翌年の1531年にアントウェルペンの聖ルカ組合の会員になった。その後、しばらくフランスのフォンテーヌブローで働いたとされるが、しっかりとした証拠はない。1536年までにはアントウェルペンに戻り、1538年にいとこの女性と結婚した。この結婚から3人の子供が生まれた。
1544年に異端審問を受け、国外に亡命した。フォンテンブロー、ドイツを経て、1550年にはジェノヴァ共和国に移り、実力者アンドレア・ドーリアの宮廷で6年間働いた。1556年にはアントウェルペンに戻ることができ、その後はアントウェルペンで活動した。

## 作品

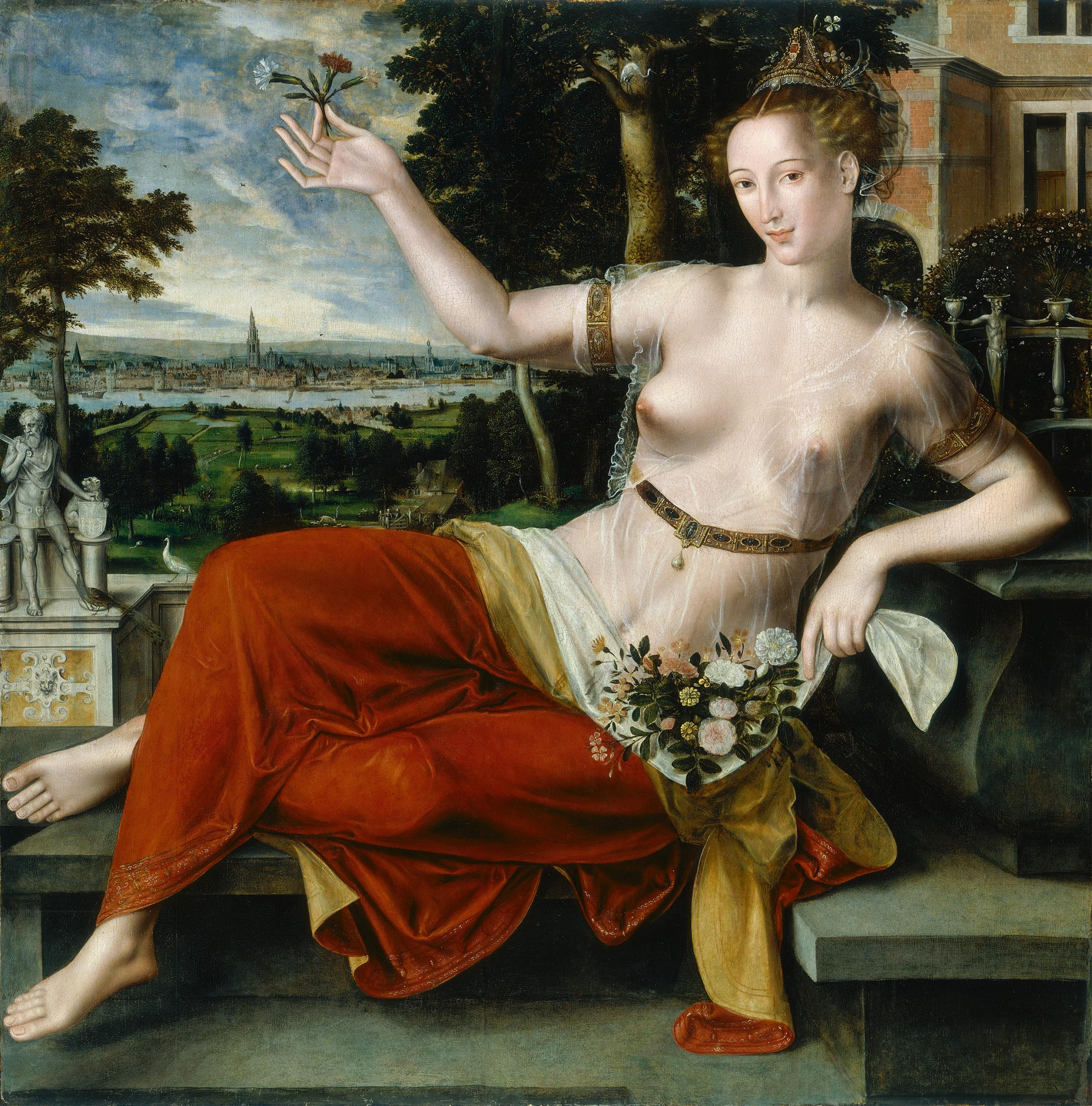
『フローラ』1559年 ハンブルグ美術館所蔵
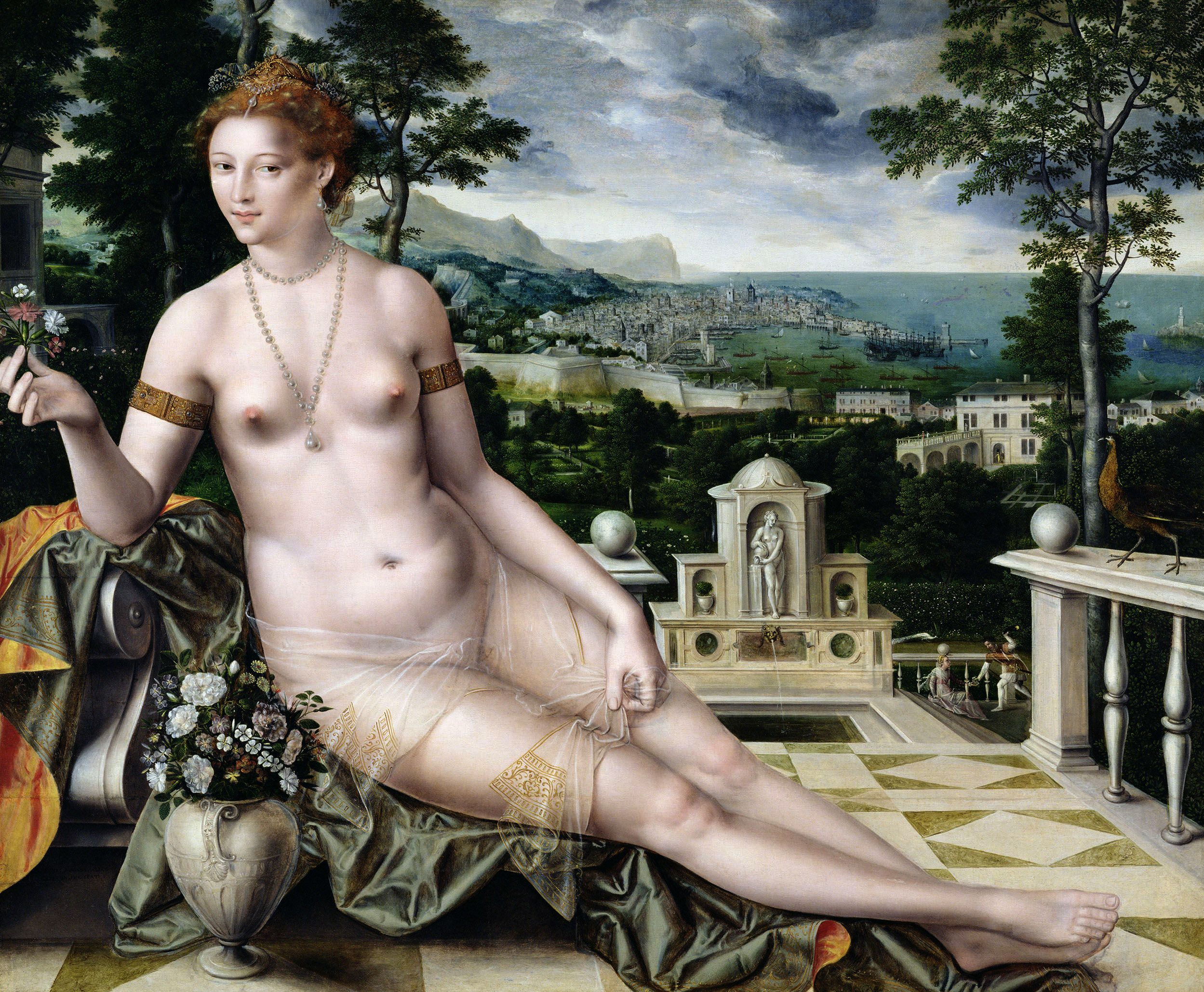
『キュテラのヴィーナス』1561年 スウェーデン国立美術館所蔵
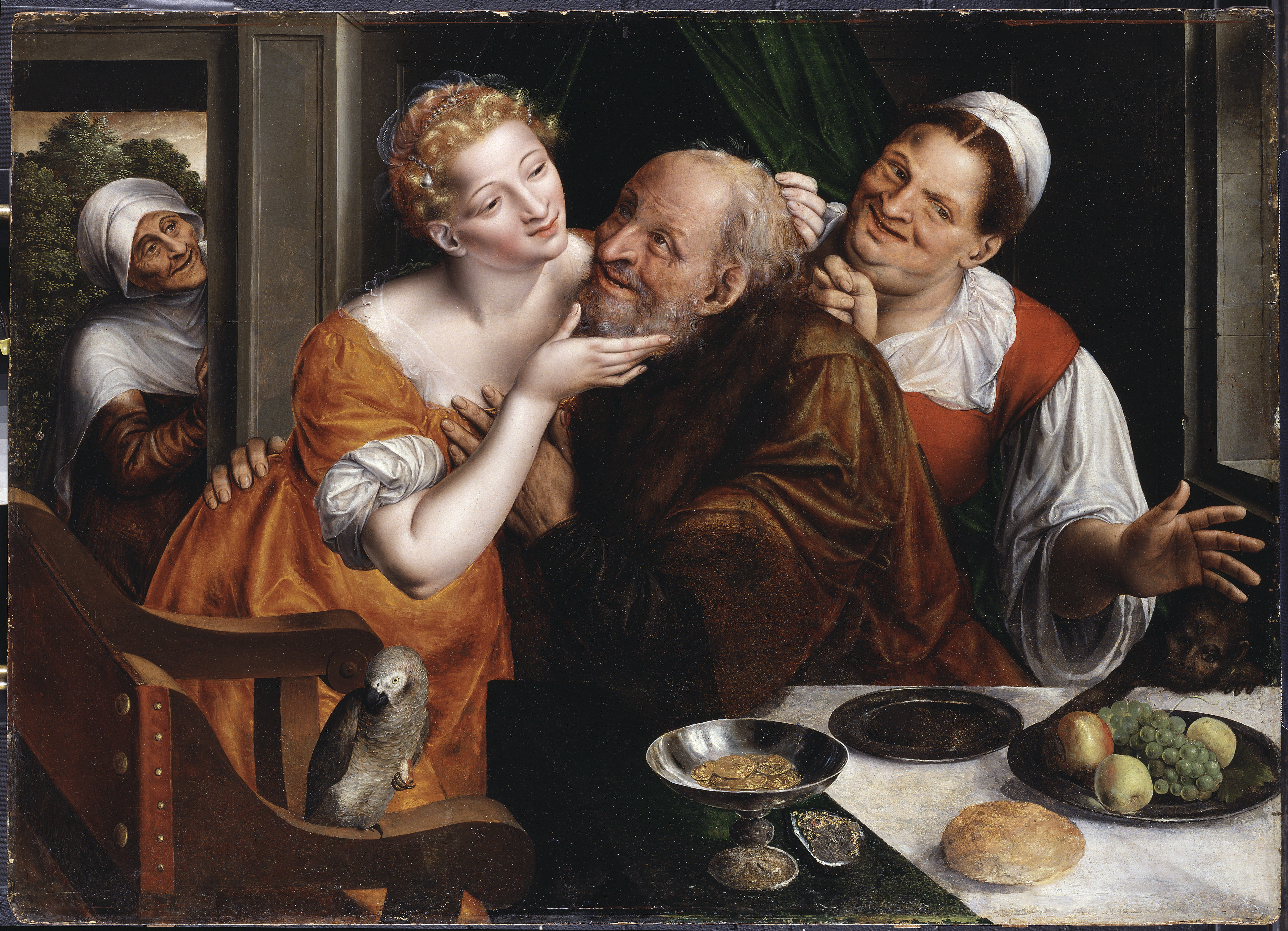
不似合いなカップル、スウェーデン国立美術館所蔵